# Conicera torautensis
Conicera torautensis är en tvåvingeart som beskrevs av Ronald Henry Lambert Disney 1990. Conicera torautensis ingår i släktet Conicera och familjen puckelflugor. Inga underarter finns listade i Catalogue of Life.